# Hieronymus von Colloredo (Gouverneur)

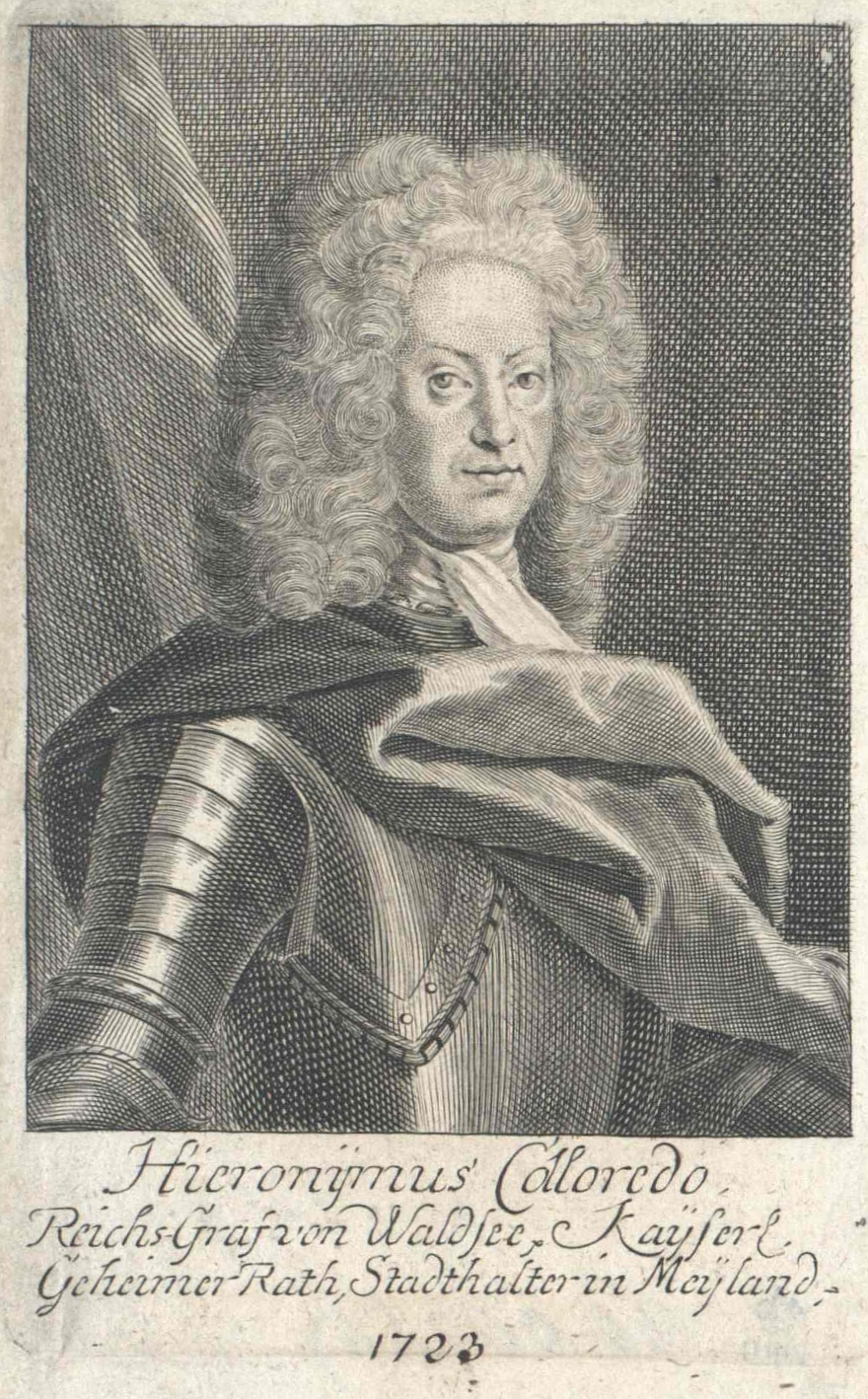
Hieronymus von Colloredo (1674–1726)

Hieronymus von Colloredo (* 12. März 1674; † 2. Februar 1726 in Wien) war Reichsgraf, Herr von Colloredo und Walsee, Vizegraf zu Mels, Marchese di San Sophia sowie Herr der Herrschaften Opočno im Königgrätzer Kreis und Tloßkau (Berauner Kreis) in Böhmen. Er war Begründer der fürstliche Linie der Familie Colloredo.

## Herkunft
Seine Eltern war der Minister des Großherzogs Cosimo III. de’ Medici Ferdinand von Colloredo (1633–1689) und dessen Ehefrau die Gräfin Felicitas von Rabatta (1654–1707). Sein Bruder Fabius (* 15. Februar 1672; † 15. November 1742) wurde Erzbischof von Lucca.

## Leben
Vom Grafen Ludwig Karl von Colloredo († 28. Dezember 1693) hatte er die Herrschaft Staatz und das Gut Siebenhirten in Niederösterreich geerbt. Daher zog er nun auch hierher und wurde am 7. Dezember 1694 in den Herrenstand aufgenommen. Anschließend gelang es ihm, für sich und seine Nachkommen 1723 das oberste Erbtruchsessenamt im Königreich Böhmen zu erhalten. Der Kaiser ernannte ihn zum k. k. wirklicher geheimer Rat, Kämmerer und ernannte ihn 1714 zum Statthalter in Mähren. Danach schickte man ihn 1719 als Gouverneur nach Mailand. Nach seiner Rückkehr wurde er 1725 kaiserlicher oberster Hofmarschall.
Er starb zu Wien den 2. Februar 1726 und wurde in der Franziskanerkirche zu St. Hieronymus zur Erde bestattet.

## Familie
Hieronymus heiratete 1696 die Gräfin Johanna Carolina von Kinsky (* 27. Juli 1675; † 23. Februar 1755), eine Tochter des obersten böhmischen Kanzlers Wenzel Norbert Octavian von Kinsky. Das Paar hatte mehrere Kinder:
- Maria Carolina Josepha (* 1709; † 9. September 1748) ⚭ 1730 Johann Norbert Ernest von Kollowrat-Liebsteinsky (1668–1736)
- Anton (* 14. November 1707; † 17. März 1785 in Wien), k.k. Feldmarschall und Großprior des Malteserordens in Ungarn.
- Rudolph Joseph (* 6. Juli 1706 in Prag; † 1. November 1788),  Reichsvizekanzler ⚭ Maria Gabriela von Starhemberg (1707–1793)
- Philipp (* 1715; † 1. Juli 1734), Theologe, starb bei einem Unfall
- Karl (* 31. Juli 1718; † 26. Oktober 1786),  Feldmarschall-Lieutenant, Malteserritter und Diplomat